# Юстус Штрелов
Юстус Штрелов (нім. Justus Strelow) — німецький біатлоніст, призер чемпіонату світу та молодіжного чемпіонату світу.

## Результати
Джерелом усіх результатів є сайт  Міжнародного союзу біатлоністів.

### Чемпіонати світу
2 медалі (2 бронзи)
| Змагання         | Індивідуалка | Спринт | Персьют | Мас-старт | Естафета | Змішана естафета | Одиночна змішана естафета |
| ---------------- | ------------ | ------ | ------- | --------- | -------- | ---------------- | ------------------------- |
| Обергоф 2023     | 13           | 12     | 11      | 13        | 5        |                  |                           |
| Нове Место 2024  |              |        |         | 16        | 4        | 5                | 6                         |
| Ленцергайде 2025 |              | 30     | 31      |           |          | Бронза           | Бронза                    |

### Кубок світу
| Сезон   | Загальний залік | Загальний залік | Загальний залік | Індивідуалка | Індивідуалка | Спринт | Спринт | Персьют | Персьют | Мас-старт | Мас-старт |
| Сезон   | Гонки           | Очки            | Місце           | Очки         | Місце        | Очки   | Місце  | Очки    | Місце   | Очки      | Місце     |
| ------- | --------------- | --------------- | --------------- | ------------ | ------------ | ------ | ------ | ------- | ------- | --------- | --------- |
| 2020–21 | 2/26            | 15              | 82              | —            | —            | 4      | 81     | 11      | 64      | —         | —         |
| 2021–22 | 3/22            | 47              | 67              | 47           | 13           | —      | —      | —       | —       | —         | —         |
| 2022–23 | 20/21           | 350             | 21              | 37           | 28           | 118    | 20     | 108     | 23      | 87        | 16        |
| 2023–24 | 14/21           | 426             | 12              | 86           | 4            | 141    | 13     | 142     | 12      | 57        | 9         |

### Особисті подіуми
| № | Сезон   | Дата              | Етап              | Гонка             | Рівень      | Місце |
| - | ------- | ----------------- | ----------------- | ----------------- | ----------- | ----- |
| 1 | 2023–24 | 26 листопада 2023 | Естерсунд, Швеція | Індивідуалка20 км | Кубок світу | 2     |

### Подіуми в естафетах
| № | Сезон   | Дата              | Етап           | Гонка                      | Рівень      | Місце | Партнери             |
| - | ------- | ----------------- | -------------- | -------------------------- | ----------- | ----- | -------------------- |
| 1 | 2022–23 | 1 грудня 2022     | Контіолагті    | Естафета                   | Кубок світу | 2     | Кюн / Долль / Рес    |
| 2 | 2022–23 | 10 грудня 2022    | Гохфільцен     | Естафета                   | Кубок світу | 3     | Kuhn / Рес / Долль   |
| 3 | 2023–24 | 11 січня 2024     | Рупольдінг     | Естафета                   | Кубок світу | 2     | Кюн / Долль / Наврат |
| 4 | 2023–24 | 20 січня 2024     | Антерсельва    | Одиночна змішана естафета  | Кубок світу | 1     | Фогт                 |
| 5 | 2023–24 | 8 березня 2024    | Солджер-Голлов | Естафета                   | Кубок світу | 3     | Кюн / Долль / Наврат |
| 6 | 2024–25 | 30 листопада 2024 | Контіолагті    | Одиночна змішшана естафета | Кубок світу | 3     | Фогт                 |